# ایزی میکل-اسمال
ایزوبل «ایزی» میکل اسمال (زادهٔ ۲۲ مارس ۱۹۹۶) هنرپیشه بریتانیایی است که تاکنون در فیلم‌های بلند سینمایی و برنامه‌های تلویزیونی مختلف ظاهر شده‌است.

## حرفه
میکل-اسمال بیشتر به خاطر ایفای نقش کتی اچ نوجوان در فیلم هرگز رهایم نکن در سال ۲۰۱۰ شناخته می‌شود. او نقش نسخه جوان‌تر دیگر بازیگر بریتانیایی کری مولیگان را بازی کرد که شباهت زیادی به او دارد. در دسامبر ۲۰۱۱، در مینی سریال بی‌بی‌سی با نام انتظارات بزرگ (۲۰۱۱) حضور داشت که در آن نقش استلای نوجوان را داشت و ونسا کربی نقش استلای مسن‌تر را بازی کرد. در طول این نقش برای گرفتن دیپلم خود در کالج برایتون تحصیل می‌کرد. او در سال ۲۰۱۲ در فیلم سرباز آرام در نقش مولی جوان و همچنین نقش راونای جوان در فیلم فانتزی سفید برفی و شکارچی ظاهر شد.
در ژوئیه ۲۰۱۴، میکل-اسمال در فیلم پودسی سگ: فیلم سینمایی نقش مولی را بازی کرد.

## فیلم‌شناسی
| سال  | عنوان                    | نقش          | یادداشت                        |
| ---- | ------------------------ | ------------ | ------------------------------ |
| ۲۰۰۷ | چایکوفسکی: ثروت و تراژدی | ساشا         | فیلم تلویزیونی                 |
| ۲۰۱۰ | دیسکو                    | پیپا         | فیلم کوتاه                     |
| ۲۰۱۰ | هرگز رهایم مکن           | کتی اچ.      |                                |
| ۲۰۱۱ | آرزوهای بزرگ             | استلا جوان   | مینی سریال تلویزیونی؛ قسمت ۱٫۱ |
| ۲۰۱۲ | سفید برفی و شکارچی       | راونای جوان  |                                |
| ۲۰۱۲ | سرباز آرام               | مولی جوان    |                                |
| ۲۰۱۴ | ۷٫۳۹                     | شارلوت متیوز | مینی سریال تلویزیونی           |
| ۲۰۱۴ | پودسی سگ: فیلم سینمایی   | مولی         |                                |
| ۲۰۱۶ | خیابان ریپر              | والری فریمن  | ۲ قسمت                         |
| ۲۰۱۷ | پسر دیگر مادر            | آنی          |                                |